# San Lorenzo (Nicaragua)
San Lorenzo è un comune del Nicaragua facente parte del dipartimento di Boaco.